# Oceans (singel Milk Inc.)
Oceans – szósty singel Milk Inc. nagrany z wokalistką Ann Vervoort.

## Teledysk
To jest pierwszy klip kręcony w Belgii. 
Teledysk pod dyrekcją: Stevena Buyse'a.

## Pozycje na listach
| Kraj(1998) | Pozycja |
| ---------- | ------- |
| Belgia     | 8       |
| Hiszpania  | 8       |

## Listy utworów i wersje
(Maxi-CD)
(1999)
1. "Oceans (U.H.T. Radio Mix) 03:20
2. "Oceans (DJ Philip remix) 06:40
3. "Oceans (Pat Krimson remix) 05:53
4. "Oceans (DJ Wout remix) 08:06
5. "Oceans (album mix) 03:36

(CD-Single)
(Wydany: 1999)
1. "Oceans (U.H.T. Radio Mix) 03:20
2. "Oceans (Album Version) 03:37